# Place du Théâtre (Tallinn)
La place du Théâtre (estonien : Teatri väljak), auparavant place des Chasseurs rouges estoniens (estonien : Eesti Punaste Küttide väljak), est un espace vert en face du théâtre de Tallinn.

## Présentation
La place est située entre le boulevard de l'Estonie et le boulevard Rävala, sa superficie est d'environ 1,6 hectare.  
En 1972, du temps de l'URSS, la place est nommée Place des Chasseurs rouges dans le cadre de l'érection d'un monument aux gardes rouges estoniens devant un immeuble bancaire à l'extrémité ouest de l'espace vert. 
Par une décision du conseil municipal de Tallinn du 4 octobre 1991, la place a été renommée place du Théâtre, après la restauration de l'indépendance de l'Estonie.

## Galerie

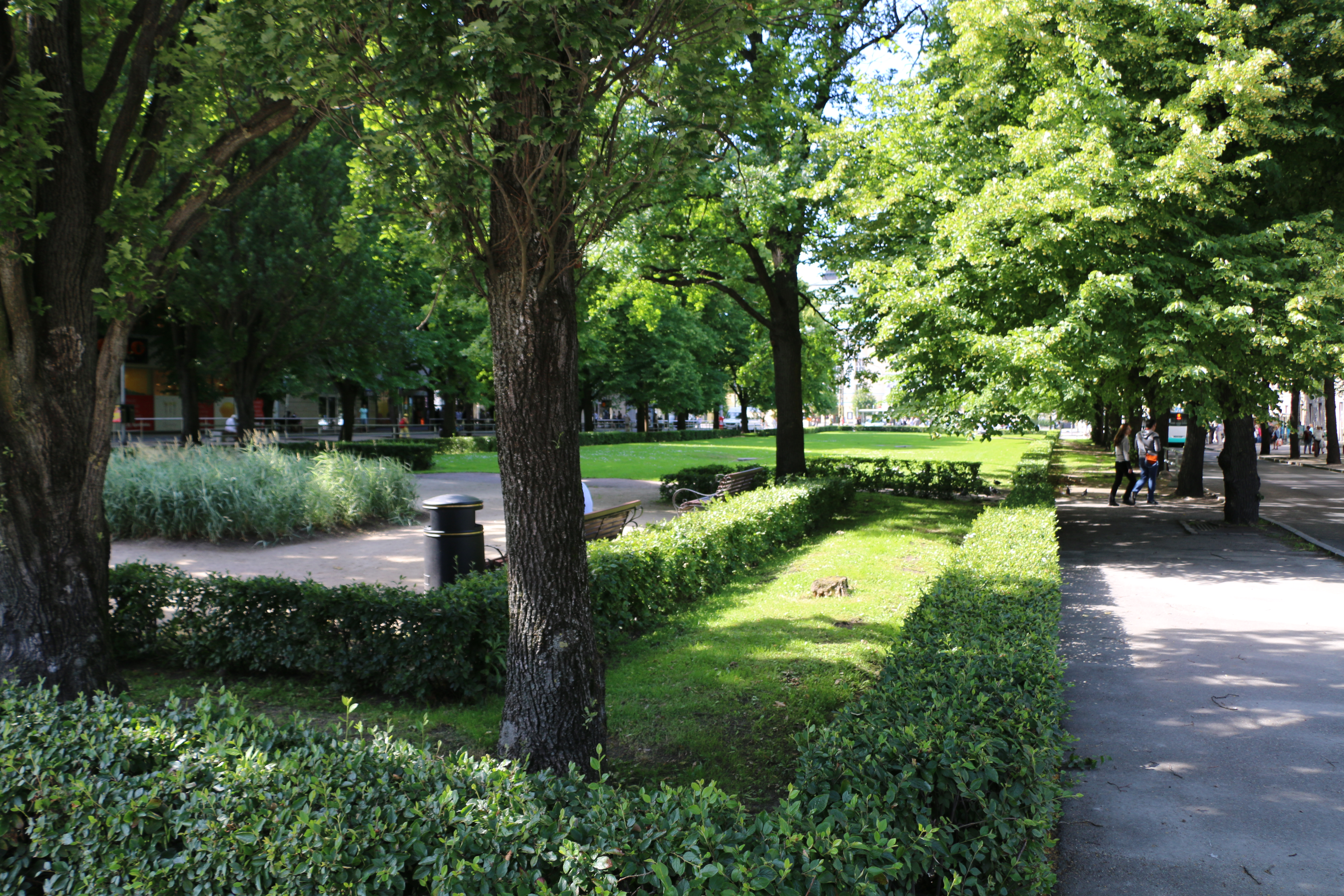
Place du Théâtre près de la place d'Islande.
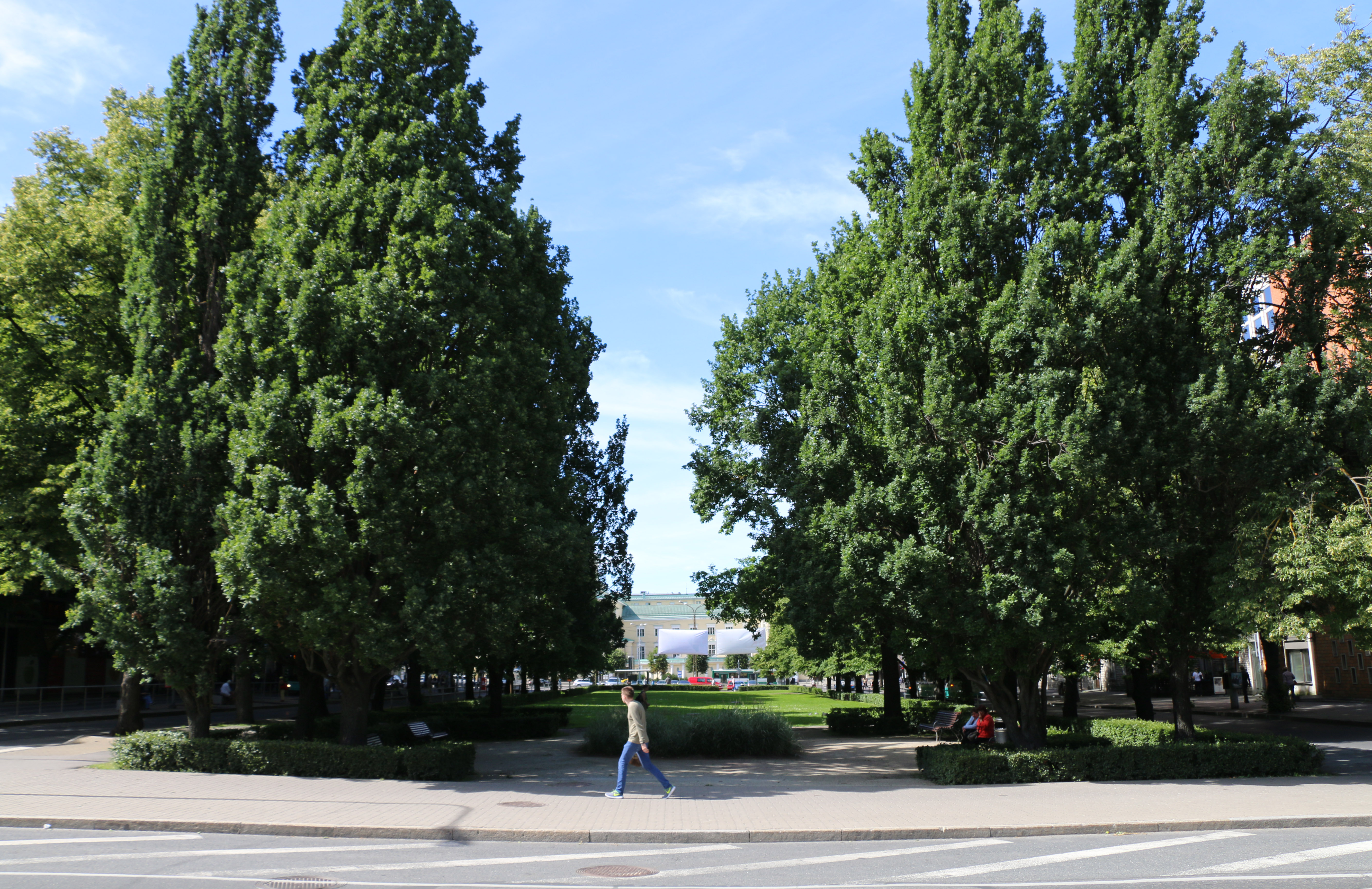
Place du Théâtre vue de la place d'Islande.
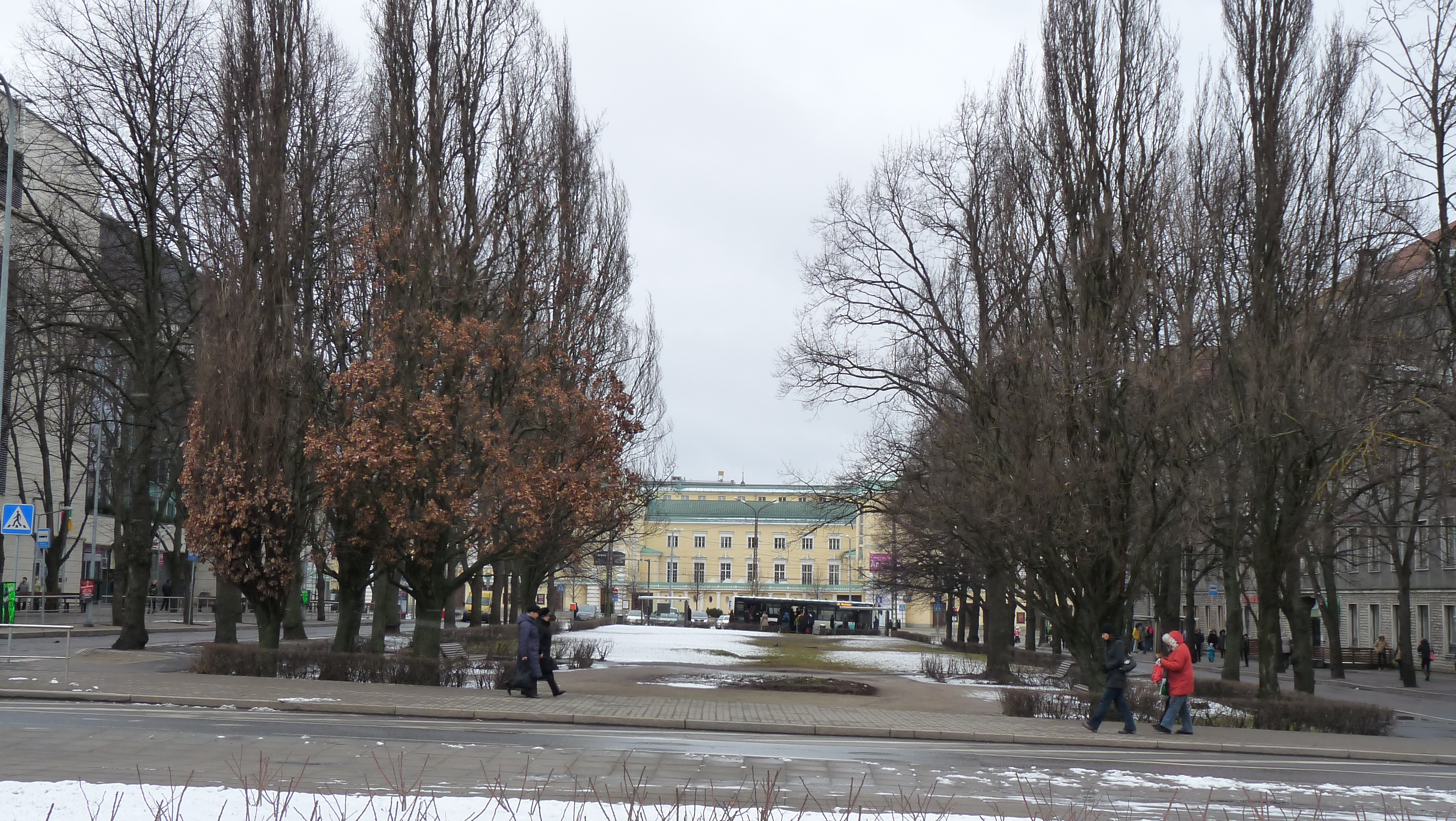
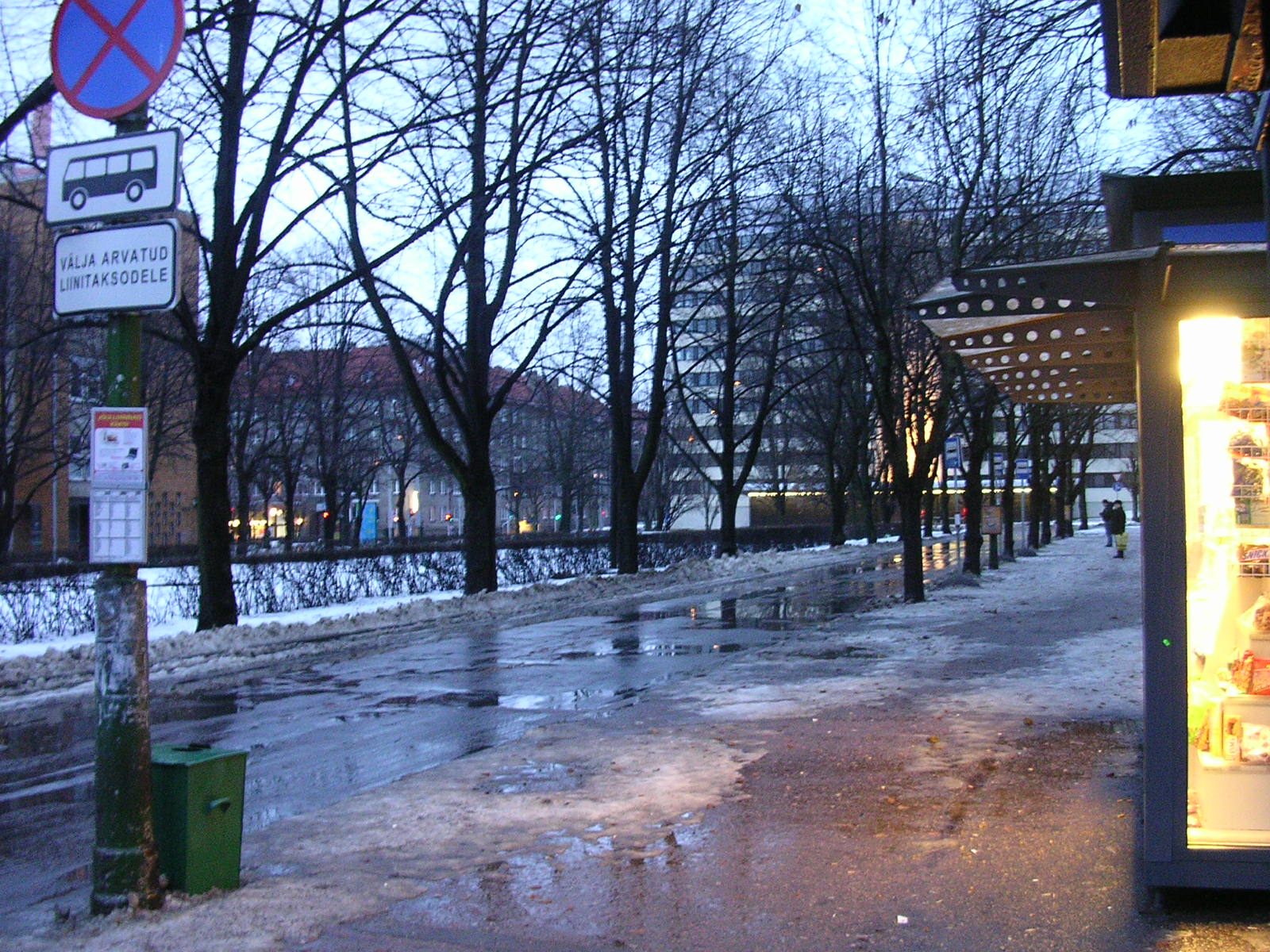